# Кучеволя
Кучеволя (пол. Kuczewola) — село в Польщі, у гміні Щитники Каліського повіту Великопольського воєводства.
Населення — 392 особи (2011).
У 1975-1998 роках село належало до Каліського воєводства.

## Демографія
Демографічна структура станом на 31 березня 2011 року:
|          | Загалом | Допрацездатний вік | Працездатний вік | Постпрацездатний вік |
| -------- | ------- | ------------------ | ---------------- | -------------------- |
| Чоловіки | 183     | 40                 | 127              | 16                   |
| Жінки    | 209     | 53                 | 113              | 43                   |
| Разом    | 392     | 93                 | 240              | 59                   |